# Ichijō Fuyura
Ichijō Fuyura (一条 冬良, 1465 - 1514, também conhecido como Ichijō Fuyuyoshi), foi um nobre do período Muromachi da História do Japão. Foi o nono líder do Ramo Ichijō do Clã Fujiwara.

## Vida
Fuyura foi o  terceiro filho de Kaneyoshi e foi adotado por seu irmão mais velho Norifusa, quando o filho deste Masafusa morreu e na época não havia outro herdeiro para assumir a liderança do Clã.

## Carreira
Fuyura serviu os seguintes imperadores: Go-Tsuchimikado (1472-1500) e Go-Kashiwabara (1500-1501).
No eclodir da Guerra de Ōnin em 1472, Fuyura passou a residir em  Nara e passa a servir a Corte. Com a morte de seu sobrinho Masafusa é adotado por seu irmão Norifusa passando a liderar o Clã em 1480.
Fuyurafoi nomeado Naidaijin de 1488 até 1493 e nesta mesa época exerceu a posição de Kanpaku do Imperador Go-Tsuchimikado. Sendo promovido a Daijō Daijin entre 1493 e 1497. De 1497 até 1501 passa a ocupar novamente o posto de Kanpaku de Go-Tsuchimikado e do Imperador Go-Kashiwabara.
Adotou Ichijō Fusamichi como seu filho.